# Чиж товстодзьобий
Чиж товстодзьобий (Carduelis crassirostris) — вид горобцеподібних птахів родини в'юркових (Fringillidae). Птах поширений в Аргентині, Болівії, Чилі та Перу. Селиться у тропічних та субтропічних лісах, високогірних луках.